# 선우추
선우추(鮮于樞, 1256-1301)는 원나라 시대 서예가이다. 자는 백기(伯機)

## 개요
자는 백기(伯機)이고 호는 곤학산민(困學山民)이다.  그는 북경(北京), 또는 하북성(河北省) 출신으로 벼슬은 태상시전부(太常寺典簿)를 지냈다. 유년기 장천석(張天錫)에게 글씨를 배웠다. 그는 자신의 글씨가 고대 명인에 못미친다고 생각하여 부끄럽게 생각하였다.
선우추의 글씨는 필력이 굳세고 기이한 분위기가 있었고 현완법(懸腕法)으로 큰 글씨와 소해서를 잘 소화하여 높게 평가받았다. 원나라 시대 조맹부와 선우추가 각자 독특한 글시체로 유명하였다. 선우추(鮮于樞)는 스스로 호를 위순암(委順庵)이라 불렀다. 위순(委順)은 자연에 순응하여 즐기면서 인위적으로 조작하지 않는다는 뜻이다. 이러한 정신 세계는 행서와 해서에 반영되었다.
조맹부는 선우추을 질투하여 선우추의 글씨를 대량으로 사들여서 모두 없앴기 때문에 전해지는 묵적이 적다고 한다.

## 같이 보기
- 중산국
- 선우황
- 선우조